# Orion (azienda)
Orion è un marchio di azienda appartenente al gruppo svizzero Nestlé. 

## Storia
Dal 1924 al 1992, Orion era la marca ceca di cioccolato e di dolciumi. Nel periodo tra il 1928 e il 1947 il marchio era anche il nome dell'azienda proprietaria, Orion, továrny na čokoládu, a. s., Praha con sede nel quartiere Vinohrady di Praga. Nel 1947 il marchio fu incorporato nella società nazionale Pražské čokoládovny e la produzione fu trasferita nello stabilimento di RUPA, un altro ex produttore di cioccolato, nel quartiere praghese di Modřany. A partire dal 1999 i prodotti di questo marchio sono fabbricati a Olomouc o in Ungheria. A Modřany rimase solo la sede centrale dell'azienda Nestlé Česko.

## Prodotti
- Banány
- Deli (da 1980)
- Delissa
- Jahody
- Kofila
- Koko
- Margot
- Meruňky
- Studentská pečeť
- Višně